# Riksdagen 1609
Riksdagen 1609 ägde rum i Stockholm.
Ständerna sammanträdde den juli 1609. 
Riksdagen diskuterade ett framlagt förslag om ny kyrko- och kungabalk men de blev ej antagna, utan den året innan tryckta Kristofers landslag förblev gällande. 
Riksdagen avslutades den 15 augusti 1609.